# Morganella morganii
Espèce

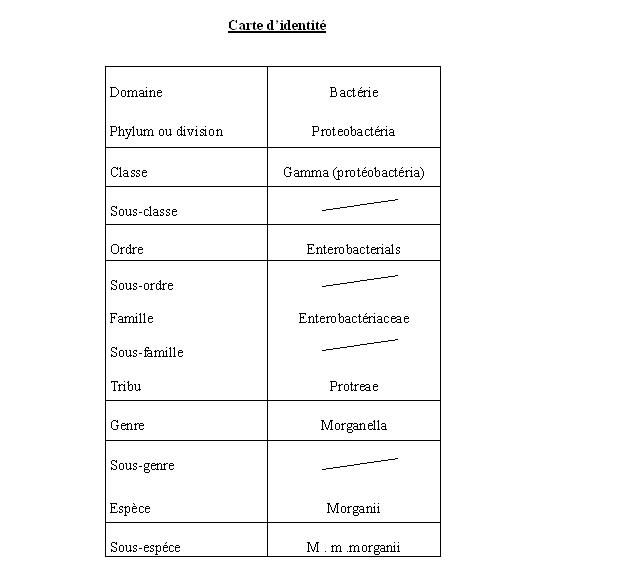
Morganella morganii.

Retrouvé dans le tractus digestif de divers animaux, Morganella morganii se présente sous la forme de bacilles flagellés ou non, de 0,6  à   1 μm de diamètre, sur 1  à   3 μm de longueur. Elle appartient à la famille des entérobactéries, et possède les caractéristiques suivantes : Gram négative, non exigeante, oxydase négative, nitrate réductase positive, aéro-anaérobie facultative, et fermentant le glucose.

## Historique
Isolé pour la première fois en 1906 par le bactériologiste anglais Harry de R. Morgan (1863–1931), son nom est alors « Bacillus morganii ». Par la suite d’autres études décriront cette bactérie et lui octroieront des noms différents (ex. : Proteus morganii, W. H. Ewing en 1962). Cette bactérie a été renommée en 1978 Morganella morganii à la suite des travaux de Brenner et al.. Ces derniers ont montré qu’avec un pourcentage GC de 50 %, cette espèce microbienne ne pouvait être rattachée au genre Proteus pour lequel cette valeur était comprise entre 38 et 41 %. Ils ont donc proposé la création d’un nouveau genre bactérien : Morganella.

## Taxonomie
Morganella morganii appartient à la grande famille des entérobactéries (famille des Enterobacteriaceae). Une étude réalisée par Jensen et al. en 1992 sur 62 souches de Morganella morganii, a montré que ces dernières pouvaient être divisées en différents groupes, selon des caractères phénotypiques et génomiques. En effet, ces expériences ont permis de différencier deux groupes selon la fermentation du tréhalose :
deux sous-espèces :
- morganii (tréhalose négatif)
- sibonii (tréhalose positif)

Des tests génétiques d’hybridation ADN-ADN ont été effectués sur ces mêmes 62 souches de Morganella morganii et ont révélé l’existence de trois groupes génomiques :
3 génogroupes : 
- sous-espèce morganii : génogroupe 1,
- sous-espèce sibonii : génogroupe 2 et génogroupe 3

De plus, en se fondant sur la présence des activités lysine décarboxylase(LDC) et d'une ornithine décarboxylase(ODC), ces trois génogroupes sont eux-mêmes subdivisés en plusieurs biogroupes :
sept biogroupes :
- génogroupe 1 : biogroupes A,B,C,D
- génogroupe 2 : biogroupes E,F,G1(G1 représentant une partie des souches du biogroupe G se distinguant des souches G2 sur la base de caractères biochimiques)
- génogroupe 3 : Biogroupe G2 (le reste des souches du biogroupe G)[3][source insuffisante]

## Habitat
Cette bactérie est commensale du tractus digestif de divers animaux. En effet, Morganella morganii a été isolée de l’intestin des mammifères (notamment de l’homme et du chien), des oiseaux et des reptiles. 
Elle est aussi également très répandue dans divers autres environnements, tels que : les sols et les eaux d’égout, où elle contribue à la dégradation de la matière organique grâce à son activité protéolytique.

## Pouvoir pathogène
Morganella morganii, et plus particulièrement les souches du biogroupe A, représentant environ 80 % des souches isolées en clinique, sont responsables d’infections opportunistes retrouvées essentiellement chez des sujets immunodéprimés :
- infections urinaires ;
- infections extra intestinales c’est-à-dire infections des plaies, des abcès, etc.
- infections materno-fœtales ;
- intoxication alimentaire à l’histamine (molécule produite par la bactérie)[4][source insuffisante].

## Sensibilité aux antibiotiques
Elle est résistante aux Béta lactamines comme la pénicilline et l’ampicilline et elle est sensible aux aminosides et aux chloramphénicols.
M. morganii est aussi sensible à de nombreux agents antimicrobiens actuellement utilisés, y compris la ceftazidime, céfépime, l'aztréonam, imipénème, tazobactam, la ciprofloxacine, la tobramycine, et gentamicine. Les nouvelles souches sont souvent résistantes aux céphalosporines, y compris cefprozil, le céfuroxime, loracarbef, cefdinir, et cefetam et peuvent aussi être résistantes à la céfazoline, céfixime, cefpodoxime.